# Marjolein Beumer
Marjolein Beumer (Amstelveen, 27 oktober 1966) is een Nederlandse actrice en senarioschrijver.

## Biografie
Beumer speelde rollen in de films Survival en De vlinder tilt de kat op, de televisieseries De geheime dienst, De 9 dagen van de gier en Trauma 24/7. Daarnaast speelde zij gastrollen in Baantjer, Unit 13, Grijpstra & De Gier en Flikken Maastricht. Met haar echtgenoot Rik Launspach schreef zij het scenario van de film Bezet (2004). Ook schreef ze het scenario voor De Storm.
In 2012 schreef ze het scenario voor de film Soof die geregisseerd werd door haar zus Antoinette Beumer gebaseerd op de columns en boeken van Sylvia Witteman. Soof kwam in 2014 uit in de Verenigde Staten. Ze schreef ook het secenario voor het vervolg Soof2 en ontwikkelde het format voor Soof, een nieuw begin.
Beumer was ook columnist voor het blad Esta, dat op 5 juli 2013 voor het laatst verscheen. In 2019 kwam haar debuutroman Zonder publiek uit.

## Persoonlijk
Behalve de zus van regisseur Antoinette Beumer is Marjolein Beumer ook zus van actrice Famke Janssen. Ze is getrouwd met de acteur Rik Launspach en heeft met hem twee kinderen.
- Gemeinsame Normdatei: 119843953X
- International Standard Name Identifier: 0000 0003 6886 5281
- Library of Congress Control Number: n2009042060
- Nederlandse Thesaurus van Auteursnamen: 073379123
- Système universitaire de documentation: 169784274
- Virtual International Authority File: 91034652